# 키르기스스탄의 경제
키르기스스탄의 경제는 농업 부문에 크게 의존하고 있다. 목화, 담배, 양모, 육류가 주요 농산물이지만, 담배와 목화만 다량으로 수출된다. 힐리 컨설턴츠에 따르면 키르기스스탄의 경제는 풍부한 금, 수은, 우라늄을 보유하고 있는 산업 수출의 강세에 크게 의존하고 있다. 경제 또한 외국인 노동자들의 송금에 크게 의존하고 있다. 독립 이후 키르기스스탄은 규제체계 개선, 토지개혁 등 시장개혁에 진보적이었다. 1998년 키르기스스탄은 세계무역기구(WTO)에 가입한 첫 독립국가연합(CIS) 국가였다. 정부의 기업 주식의 상당 부분이 매각되었다. 키르기스스탄의 경제적 성과는 광범위한 부패와 낮은 외국인 투자, 전반적인 지역 불안으로 인해 방해를 받아왔다. 키르기스스탄은 정치적 부패와 지역 불안 속에서도 기업하기 쉬운 지수에서 70위(2019년 기준)를 기록하고 있다.

## 금융
2012년 10월 키르기스스탄 국립은행의 국제준비금 및 외화 유동성은 19억6천만 달러에 달했으며, 이 중 8.6%가 금화이다. 2012년 키르기스스탄의 자산 다변화를 위해 중국 위안화와 싱가포르 달러화를 통해 통화 바스켓이 확대됐다. 2012년에는 10억 씀이가 금 구입에 사용될 예정이다. 금 보유고는 이미 8.6%로 증가했다. 국립은행은 향후 이를 12~15%로 확대할 계획이다.

## 산업

### 농업

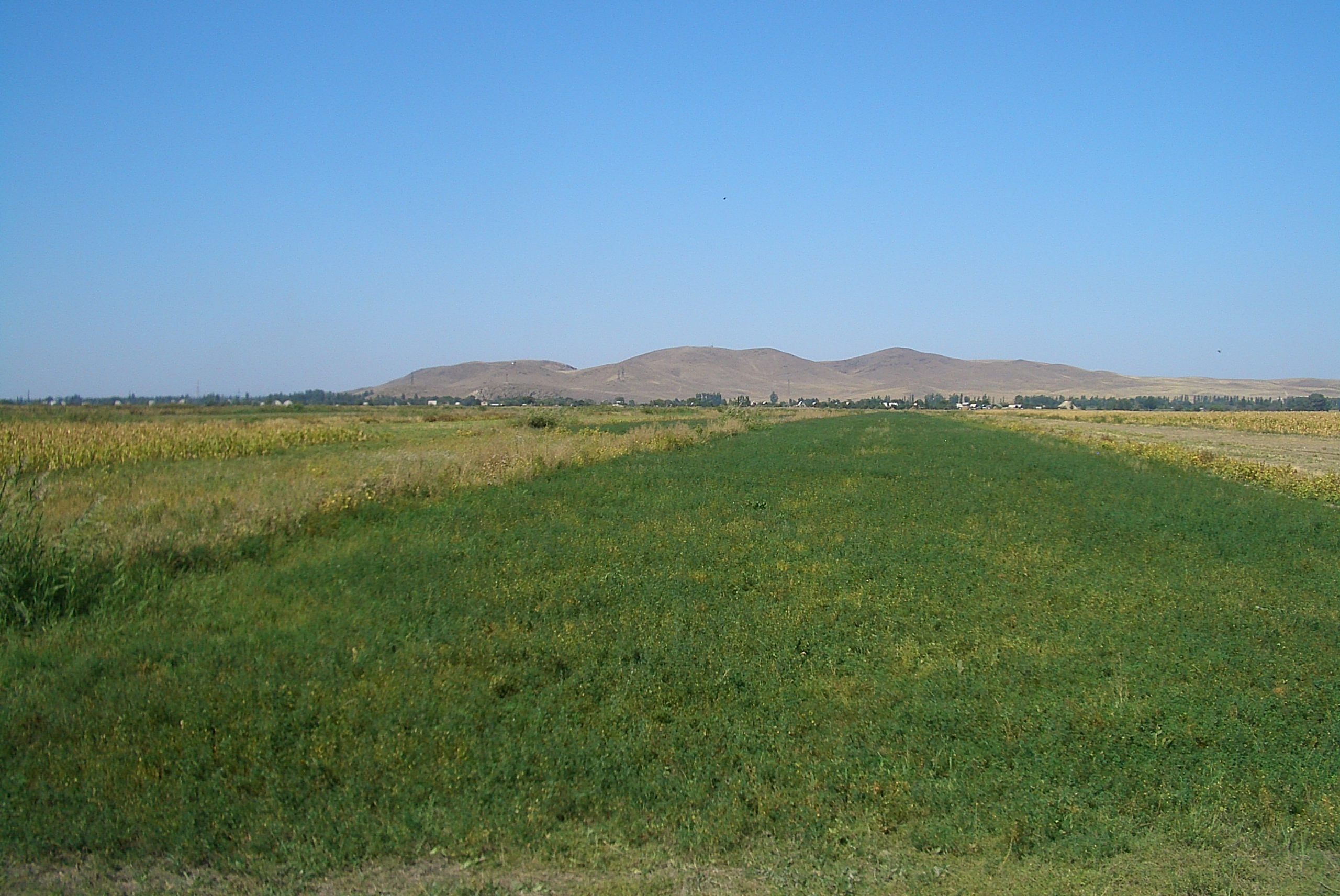
추강 계곡의 관개 밭

농업은 키르기스스탄 경제의 필수적인 부분이자 산업에서 추방된 노동자들의 피난처로 남아있다. 2000년대 초반에 생계형 농업이 증가했다. 1990년대 초반 급격한 감소 이후 2000년대 초반에는 농업 생산이 1991년 수준에 근접했다. 낮은 계곡의 곡물 생산과 고지대 목초지에서의 가축 방목은 농업 노동력의 가장 큰 비중을 차지한다. 농부들은 목화와 담배로부터 멀어지고 곡물로 옮겨가고 있다. 다른 중요한 제품으로는 유제품, 건초, 동물 사료, 감자, 야채, 그리고 사탕무 등이 있다. 농업 생산량은 민간 가정(전체 중 55%)과 민간 농장(40%), 국영 농장(5%)에서 나온다. 이 부문의 추가 확장은 투자를 늘리기 위한 은행 개혁과 투입물 분배를 간소화하기 위한 시장 개혁에 달려 있다. 키르기스스탄에서 논란이 되고 있는 토지개혁은 1998년 초입법 이후 매우 지지부진하게 진행되고 있다. 관개시설 상태가 좋지 않다. 농업은 GDP의 약 3분의 1과 고용의 3분의 1 이상을 기여한다.

### 임업
키르기스스탄의 4%만이 산림으로 분류된다. 이 지역은 모두 국유 지역이고, 목재 공급 가능한 지역으로 분류되지 않다. 숲의 주요 상업 상품은 호두이다.

### 어업

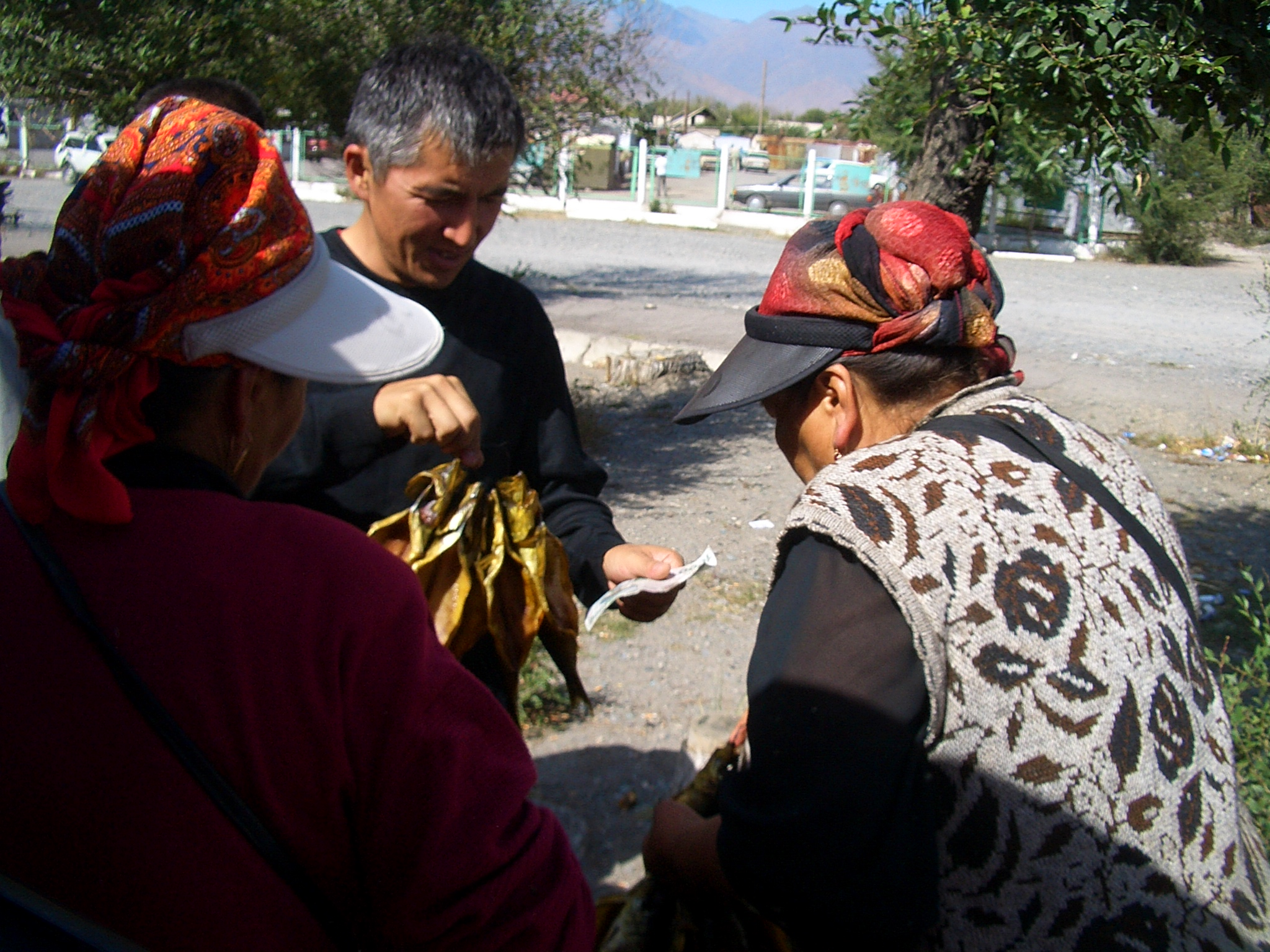
현지에서 생산된 건어물은 발릭치의 노변에서 구입할 수 있다.

키르기스스탄은 이렇다 할 어업이 없다. 2002년 양식업은 전체 어류 생산량 142mt의 66%를 기여했으나 2003년 양식업이 붕괴해 26mt 중 12개만 생산했다.

### 산업 및 제조
구소련 시대에 키르기스스탄의 산업은 원자재와 연료 공급이 차질을 빚고 소련 시장이 사라지면서 생산성이 급격히 저하됐다. 이 부문은 금 생산이 집계되지 않는다면 2005년 국내총생산(GDP)의 14%에 불과한 것으로 나타났다. 투자와 구조조정은 낮은 수준에 머물렀고, 전기산업(전통적으로 산업의 국내총생산(GDP) 기여의 중요한 부분)은 최근 몇 년간 침체되었다. 정부의 지원은 소련 경제에 큰 기여를 했던 기계 산업에서 의류와 섬유 산업으로 옮겨가고 있다. 식품 가공은 2004년 침체기를 맞을 때까지 산업 생산의 10~15%를 차지했다. 최근 유리산업은 의류와 섬유를 제치고 국내총생산(GDP)에 기여하고 있으며, 2000년대 초반에는 고속도로, 금광 신규 등 대규모 인프라 사업으로 건설업이 꾸준히 성장하고 있다. 그러나 주택 건설은 저투자로 인해 지지부진했다.

### 에너지
생산되는 전기의 90% 이상이 수력 발전이며, 국가는 그러한 청정 에너지를 훨씬 더 많이 생산하여 이웃 국가들과 그 지역에 수출할 수 있다. 키르기스스탄은 수자원이 풍부하지만 지금까지 발전된 잠재력은 10% 미만에 불과하다. 화석연료의 매장량이 제한돼 있고 천연가스 수입은 대부분 우즈베키스탄에서 이뤄지는데 키르기스스탄은 그동안 불완전한 물물교환협정이 잇따르고 있다. 1인당 에너지 소비량은 평균소득을 감안하면 많고, 정부는 수요 감소 종합계획이 없다. 특히 겨울철에 발생하는 전력의 최대 45%가 불법으로 전용되거나 배전시스템에서 유출된다. 수력발전소는 국내 소비 전력의 92.5%를 생산하고 상업용 열전발전소 3곳이 가동 중이다. 키르기스스탄은 수력발전이 풍부해 화석연료의 대가로 카자흐스탄과 우즈베키스탄에 전기를 보낸다. 캄바르-아타에 있는 나린 강의 새로운 수력발전소는 중국과 러시아 일부 지역에 전력을 공급하여 키르기스스탄의 수출 상황과 국내 에너지 공급을 개선할 것이다. 그 공장은 2010년 8월 30일에 완공되었다. 키르기스스탄은 노후화된 기반시설과 열악한 관리로 수위가 낮은 겨울철에 외래 에너지에 대한 의존도가 높아진다. 2000년대 초 키르기스스탄은 수력 발전 잠재력의 10%에 불과했다. 2001년 키르기스스탄은 약 500개의 변전소에서 약 7만km의 송전선이 개통됐다. 키르기스스탄은 러시아가 2006년 중앙아시아 지역의 석유, 가스, 전기 생산국, 소비자, 교통국가를 에너지 자급자족 블록으로 통합하자고 제안한 상하이 협력 기구 아시아 에너지 클럽 회원국이 된다. 다른 회원국은 중국, 카자흐스탄, 타지키스탄, 우즈베키스탄이 될 것이다.
키르기스스탄은 EU INOGATE 에너지 프로그램의 협력국으로 에너지 안보 강화, EU 내부 에너지 시장 원칙에 입각한 회원국 에너지 시장 융합, 지속가능한 에너지 개발 지원, 공통·지역 관심 에너지 프로젝트 투자 유치 등 4대 핵심 주제를 가지고 있다.
키르기스스탄 에너지 산업현장에서 한국식 역청탄 제조 연탄이 인기를 끌고 있다.

### 서비스
서비스 부문의 소련 이후 상당한 성장은 주로 소규모 민간 기업의 출현에 기인한다. 중앙은행은 키르기스 공화국 국립은행으로 명목상 독립적이지만 정부 정책을 따르고 있다. 1991년 이후 은행 제도가 여러 차례 개혁됐지만 투자에는 큰 역할을 하지 못하고 있다. 높은 금리로 인해 차입이 위축되었다. 1995년 주식시장이 열렸지만 주요 기능은 정부증권 거래다. 아카예프 정권의 경제 개혁으로 인해, 많은 소규모 무역과 음식 공급 기업들이 소련 이후 시대에 문을 열었다. 키르기스스탄의 산과 호수가 매력적인 관광지이지만, 투자를 거의 받지 못했기 때문에 관광산업은 성장 속도가 매우 느리다. 2000년대 초에는 구 소련 국가들을 중심으로 연평균 약 45만명의 관광객이 방문했다.

## 대외 무역

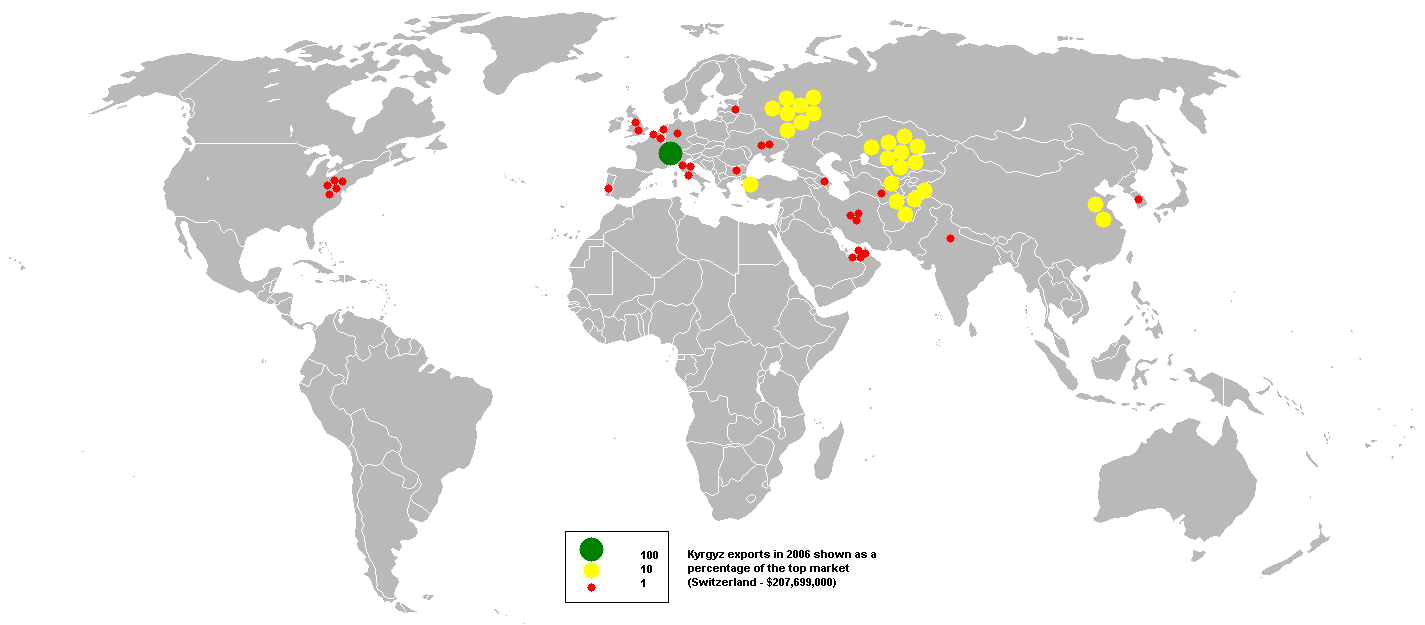
2006년 키르기스스탄 수출

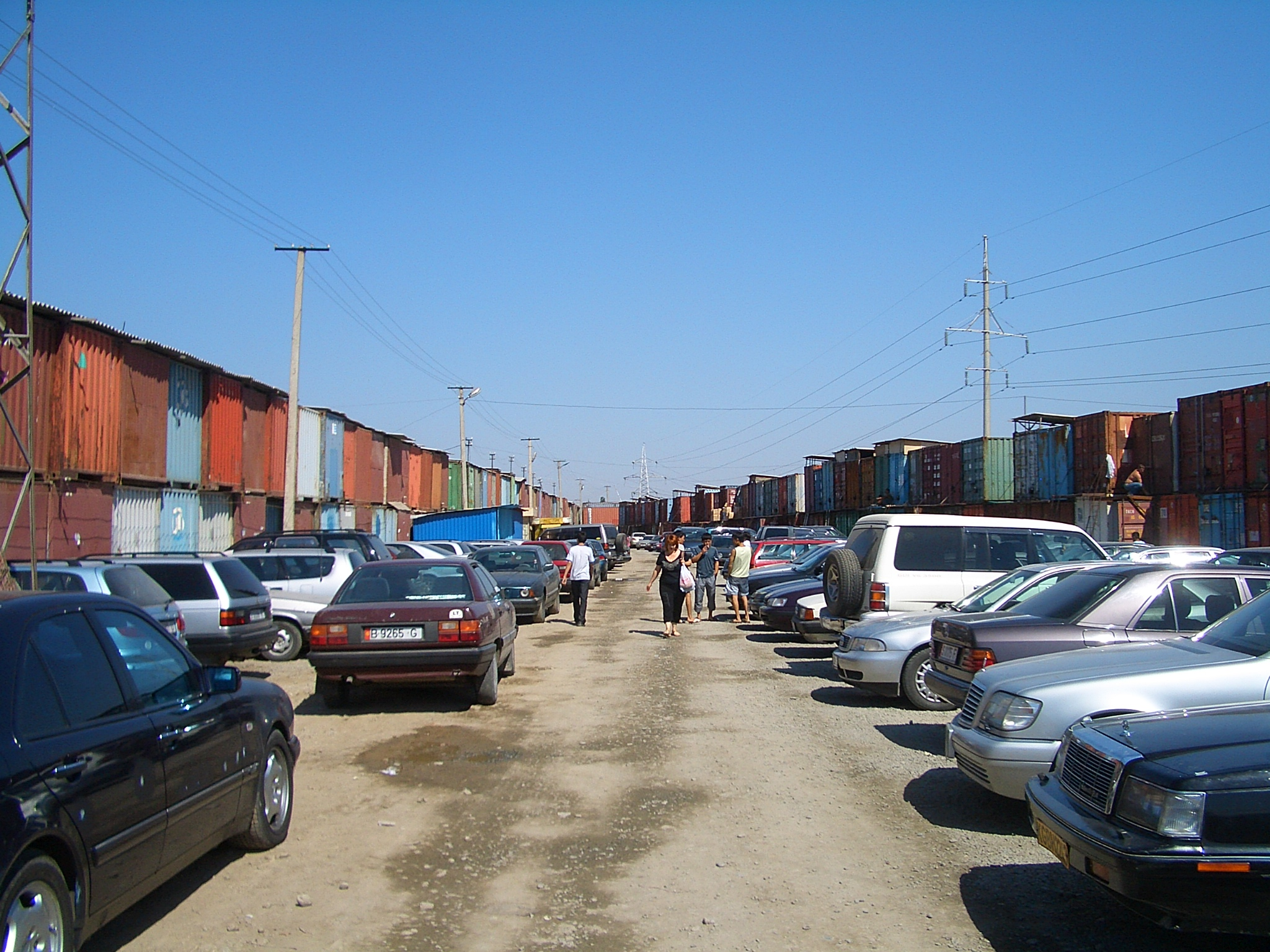
운송 컨테이너 사이에 주차된 무역상들의 차가 도르도이 바자르에 있는 상점으로 변했다.

다른 CIS 국가로 압도적으로 수출되는 키르기스스탄의 주요 수출품은 비철금속과 광물, 모직 및 기타 농산물, 전기 에너지, 특정 엔지니어링 상품이다. 한편, 공화국은 석유와 천연가스, 철금속, 화학제품, 대부분의 기계, 목재 및 종이제품, 일부 식품, 그리고 대부분의 건설자재를 구소련의 다른 주들에 의존하고 있다. 1999년 키르기스스탄의 대미 수출액은 1120만 달러, 대미 수입액은 5420만 달러였다. 2017년 키르기스스탄의 수출액은 18억4천만 달러, 수입액은 41억8700만 달러로 추산됐다. 키르기스스탄의 주요 수출품은 금, 면, 양모, 의류, 육류, 수은, 우라늄, 전기, 기계, 신발 등이다. 주요 수입품은 석유와 가스, 기계와 장비, 화학제품, 식료품 등이다.
비슈케크의 도르도이 바자르를 중심으로 카자흐스탄과 러시아, 오시주의 카라수 바자를 중심으로 한 우즈베키스탄으로의 중국산 소비재의 재수출은 특히 중요한데, 일부 경제학자들은 이를 키르기스스탄의 양대 경제활동 중 하나로 생각하고 있다.
키르기스스탄 정부는 지출을 줄이고 대부분의 가격보조금을 폐지하며 부가가치세를 도입했다. 전반적으로 정부는 경제를 안정시키고 개혁을 시행함으로써 자유 시장 경제 체제로의 전환에 전념하고 있어 장기적인 성장을 촉진할 것으로 보인다. 이러한 개혁은 1998년 12월 20일 키르기스스탄의 WTO 가입으로 이어졌다.

## 투자
세계은행은 2005년 키르기스스탄 상장기업의 주식 시가총액을 4200만 달러로 평가한 바 있다.

## 과세
키르기스스탄의 세금 정권은 주 세무청이 관리한다. 징수세는 2012년 GDP의 18.1%에 달했다.

## 같이 보기
- 키르기스스탄
- 아시아의 경제